# Clinopodium multiflorum
Clinopodium multiflorum, conocida comúnmente como menta de árbol, menta de agua, alcanfor del campo y poleo en flor, es una planta perenne perteneciente a la familia de las lamiáceas. 

## Descripción
Es un arbusto perennifolio con tallos rastreros de hasta 1,8 m de altura. Ramas de aproximadamente 2 cm de diámetro, cuadrangulares, violáceas, ásperas que se desprenden en trozos en individuos más adultos. Hojas 2,5-5 cm de largo, ovadas, simples, opuestas, aromáticas. Inflorescencia con 3-15 flores; 5 sépalos, lóbulos unidos formando un tubo bilabiado; pétalos color púrpura oscuro; la floración se produce entre noviembre y mayo. El fruto 1 x 0,5 mm, compuesto por cuatro nueces, libres; maduración entre abril y mayo.

## Distribución y hábitat
Es un endémico de Chile con una distribución relativamente amplia, tanto en la Cordillera de la Costa como de los Andes, desde la VII Región (provincia de Linares) hasta la
X Región (provincia de Chiloé). Crece sobre diferentes tipos de suelos desde el nivel del mar hasta los 1.200 metros. La mayoría de sus hábitats se presentan dentro de los tipos forestales de Araucaria, Roble-Laurel-Lingue, Roble-Hualo y Roble-Raulí-Coigüe.

## Taxonomía
Clinopodium multiflorum fue descrita por (Ruiz & Pav.) Kuntze y publicado en  Revisio Generum Plantarum 1: 259. 1891.
Etimología
Clinopodium: nombre genérico que deriva de las palabras griegas: klino = "a la pendiente o de descansar", y podos o podios =  "pie", pero el Manual Jepson da el significado que "salados", que es uno de los nombres comunes de los miembros de este género, anteriormente Satureja.
multiflorum: epíteto latíno que significa "con muchas flores"
Sinonimia
- Gardoquia multiflora Ruiz & Pav.
- Rizoa ovatifolia Cav.
- Satureja multiflora (Ruiz & Pav.) Briq.	[5][6]